# Йейлски университет
Йейлският университет (на английски: Yale University), често наричан само Йейл, е сред най-известните частни университети в САЩ, намиращ се в гр. Ню Хейвън, щата Кънектикът.
Основан , през 1701 г., което го прави третото висше училище, основано на територията на съвременните Съединени американски щати (след Вирджинския колеж „Уилям и Мери“ и Харвардския университет). Член е на така наречената Бръшлянова лига на американските университети.

## Структура
Известен е най-вече с основното си училище Йейлски колеж (Yale College), подготвящ бакалаври, както и с Йейлското юридическо училище (Yale Law School), което е сред професионалните висши училища в Йейл. Университетът е алма-матер на 5 американски президенти, редица американски политици, обществени деятели и водещи предприемачи, както и на няколко чуждестранни държавни глави.
През 1861 г. Йейлското висше училище по изкуство и науки (Graduate School of Arts and Sciences) е първата институция в САЩ, която присъжда докторска степен.
Също забележително е Йейлското училище по драматургия (Yale School of Drama). То е обучило редица влиятелни холивудски и бродуейски актьори и сценаристи.
Другите професионални училища за следдипломна подготовка в Йейл – тези по изкуство, медицина, музика, мениджъмънт, архитектура, горско стопанство и околна среда, медицински грижи, както и Йейлската семинария, са цитирани често сред най-добрите в областта си.
Сред най-значимите активи, които притежава университетът, са най-доходният за последните 10 г. академичен фонд с идеална цел на стойност 16,3 милиарда долара (към 31 юни 2009) (втори по големина сред фондовете на академични институции), като и системата от библиотеки с над 12,5 милиона тома (втора по големина академична библиотечна система в света).
Йейл е дом на 3619 преподаватели, които обучават 5275 студенти в бакалавърска степен и над 6300 студента в следдипломните форми на обучение. Според американското законодателство Йейлският университет е нестопанска организация от тип 501(c)(3).
70-те бакалавърски специалности, които Йейл предлага на студентите си, са изградени предимно според така наречените принципи на либералните изкуства (liberal arts education) (бел. ред. нищо общо с политическия либерализъм). Около 20% от студентите-бакалаври в Йейл специализират в природните и точните науки, около 35% – в обществените науки, около 45% – в областта на изкуствата и хуманитарните науки. Всички професори в Йейл преподават на бакалавърско ниво, където се предлагат над 2000 предмета годишно.
Част от университета е издателството „Йейл Юнивърсити Прес“.
Заимствайки от Оксфорд и Кеймбридж, Йейл използва така наречената система от колежи с общежития. Всеки от 12-те колежа в Йейл има собствени сгради, преподаватели и поддържащ персонал.
Йейлските следбакалавърски програми включват тези на Йейлското висше училище по изкуства и науки (Graduate School of Arts and Sciences) – покриващи 53 дисциплини в областта на хуманитарните, социалните, природо-математическите науки и инженерството, както и тези в професионалните училища по архитектура, изкуство, духовенство (divinity), драматургия, лесовъдство и околна среда, право, мениджъмънт, медицина, музика, хигиена и медицински грижи.
Йейл и Харвард са съперници в почти всичко през по-голямата част от историята им. Най-известните съперничества са в академичната област, както и в спорта – гребането и американския футбол. Харвард-Йейл регатата и Играта (The Game) са ежегодни спортни събития, ползващи се с голяма историческа традиция и социална популярност в американската култура.
Президентът на Йейл Ричард Левин обобщава институционалните приоритети на университета на прага на четвъртото му столетие (през 2001) така: „Първо, като един от най-добрите американски изследователски университети, Йейл е ясно ангажиран да предоставя отлично бакалавърско образование. И второ, в нашите следдипломни и професионални училища, като и в Йейлския колеж (Yale College), ние се ангажираме с обучението на лидери.“ 
Съкратените обръщения „Елис“ („Elis“) – по името на основополагащия дарител на университета Елиху Йейл (Elihu Yale)) и „Йейлис“ („Yalies“) са често използвани във и извън Йейл, като обръщения към йейлските студенти.

## Бележити випускници и преподаватели
Йейл е обучил редица широко уважавани випускници в съответните им сфери на работа. Сред най-известните са:
- американските президенти Уилям Тафт, Джералд Форд, Джордж Х. У. Буш, Бил Клинтън и Джордж Уокър Буш;
- сегашните съдии във Върховния съд на САЩ Соня Сотомайор, Самюъл Алито и Клерънс Томас;
- държавните секретари на САЩ Хилъри Клинтън и Дийн Гудерхам Ачесон;
- номинираният за кандидат-президент от Демократичната партия сенатор Джон Кери;
- неотдавнашните Нобелови лауреати Мъри Гел-Ман, Пол Кругман, Едмунд Фелпс, Джон Бенет Фен, Ърнест Лорънс Реймънд Дейвис, Джордж Акерлоф, Дейвид Лий, Уилям Викри и Томас Стейц;
- носителите на наградата „Пулицър“ Стийвън Винсент Бенет, Тортън Уайлдър, Боб Удуард, Джон Хърши, Гари Трудо, Давид МакМълоу и Давид М. Кенеди;
- писателите Синклер Луис и Том Улф;
- езиковедът Ноа Уебстър;
- изобретателите Самюъл Морз и Ели Уитней;
- американският патриот и „първи разузнавач“ Нейтън Хейл,
- теолозите Джонатън Едуардс и Райнхолд Нибур;
- носителите на „Оскари“ Пол Нюман, Мерил Стрийп, Дъглъс Уик, Холи Хънтър, Джоди Фостър;
- нареченият „баща на американския футбол“ Уолтър Камп;
- композиторите Чарлз Айвс и Кол Портър;
- основателят на банката „Морган Станли“ Харолд Станли;
- основателят на глобалния куриер „Федекс“ Фредерик У. Смит;
- основателят на Корпуса на мира Саржент Шивър;
- световноизвестните неврохирурзи Бен Карсън и Харви Уилямс Къшинг;
- детският психиатър Бенджамин Спок;
- скулпторът Ричард Сера;
- архитектите Мая Лин, Ричард Роджърс, Норман Фостър;
- бившите президенти на Мексико – Ернесто Задило, на Германия – Карл Карстенс и Филипините – Хосе Пациано Лаурел.

Сред Йейлските преподаватели са нобеловите лауреати Сидни Алтман, Тялинг Купманс, Вангари Маатаи, Джордж Паладе, Джеймс Тоубин, Джерард Дебрю, Едуард Лаури Татъм, Ървин Нехер, както и бащата на фракталната геометрия Беноа Манделброт, антропологът Бронислав Малиновски, композиторът Паул Хиндемит, физикът Уилард Гибс, политологът Пол Улфовиц, бившият министър-председател на Великобритания Тони Блеър.